# Ligne de Givors-Canal à Grezan
La ligne de Givors-Canal à Grezan, aussi appelée « ligne de la rive droite du Rhône », est une ligne ferroviaire française entre les communes de Givors, au sud de Lyon, et de Nîmes. Longue de 254,5 km, elle double la ligne de Paris-Lyon à Marseille-Saint-Charles.
Elle constitue la ligne 800 000 du Réseau ferré national et fait partie des corridors mer du Nord - Méditerranée (no 2) et méditerranéen (no 6 (Almeria - Záhony),.

## Histoire

### Construction et concessions
La courte section entre le Pouzin et la Voulte, partie d'un itinéraire de « Privas à la ligne de Lyon à Avignon, et du prolongement dudit embranchement jusqu'à Crest », est concédée à titre éventuel à la Compagnie des chemins de fer de Paris à Lyon et à la Méditerranée lors de sa constitution par la fusion des compagnies du chemin de fer de Paris à Lyon, du chemin de fer de Lyon à la Méditerranée et du chemin de fer de Lyon à Genève. Cette fusion est approuvée par décret le 19 juin 1857. Un décret impérial du 3 août 1859 déclare d'utilité publique la ligne reliant Privas à Crest et rend la concession définitive.
Le tronçon du Teil à Givors a été concédée à titre éventuel à la Compagnie des chemins de fer de Paris à Lyon et à la Méditerranée par une convention entre le ministre secrétaire d'État au département de l'Agriculture, du Commerce et des Travaux publics et la compagnie signée le 1er mai 1863. Cette convention a été approuvée par un décret impérial le 11 juin 1863. Le tronçon du Teil au Pouzin est déclaré d'utilité publique par un décret impérial le 29 mai 1867. Le tracé de cette section est fixé par un décret impérial le 2 avril 1870. La section entre Givors et la Voulte est déclarée d'utilité publique par un décret le 1er décembre 1868. Le tracé de cette section est fixé par un décret le 8 août 1873.
La section entre Nîmes et Le Teil est concédée à la Compagnie des chemins de fer de Paris à Lyon et à la Méditerranée par une convention entre le ministre des Travaux publics et la compagnie signée le 3 juillet 1875. Cette convention a été approuvée à la même date par une loi qui déclare simultanément la ligne d'utilité publique.
La construction a commencé en 1874 ; la ligne a été ouverte en totalité en 1880 pour le compte du PLM.

### Mises en service
La ligne de la rive droite du Rhône a été ouverte progressivement par sections (ou nœuds) :
- 3 avril 1832 : gare de Givors-Canal avec la ligne de Saint-Étienne à Lyon
- 17 février 1862 : La Voulte - Le Pouzin avec Livron - Privas
- 29 octobre 1869 : gare de Peyraud avec la ligne de Firminy à Saint-Rambert-d'Albon
- 1874 : jonction entre Givors-Canal et La Voulte
- 22 mai 1876 : Le Pouzin - Le Teil et jusqu'à Gagnières sur la ligne vers Alès
- 30 août 1880 : Le Teil - Nîmes-Grézan et antenne de Remoulins à Uzès

Si la section de Perrache à Givors est électrifiée en 1 500 V dès 1957, celle de Givors à Avignon est mise sous tension en 1978 et 1979 également en 1 500 V,.

### Réouverture au trafic voyageurs
Depuis la fermeture de la ligne au trafic voyageurs le 6 août 1973,,,,, de nombreux projets de réouverture ont été annoncés par les élus locaux, désireux de désenclaver le département de l'Ardèche, seul département de France métropolitaine à ne plus disposer de gare ferroviaire ouverte aux voyageurs. Cependant, aucun d'entre eux n'aboutit et la proposition est à chaque fois repoussée,. En 2014, Réseau ferré de France estime qu'une réouverture de la ligne entre Valence et Nîmes coûterait 107,4 millions d'euros, pour des recettes de seulement 1,76 million d'euros par an, rendant le projet non rentable. Envisagée en 2015 par la majorité régionale de Jean-Jack Queyranne, la réouverture au trafic voyageurs entre Valence et Avignon via l'Ardèche est cependant ajournée par la majorité de Laurent Wauquiez l'année suivante. Le projet prend forme le 22 mars 2018, avec une convention signée entre la SNCF et la région Occitanie,. Plusieurs travaux d'infrastructure et de sécurité sont nécessaires pour une ouverture de circulation.
En 2018, la SNCF et la région Occitanie ont signé une convention visant à recréer une desserte voyageurs sur la rive droite du Rhône entre Nîmes et Avignon puis vers Pont-Saint-Esprit. Cette décision fait suite aux États généraux du rail et de l'intermodalité, organisés en 2016 par la région Occitanie. D'abord espérée en 2021, cette réouverture est prévue pour fin août 2022.
La concertation préalable à la réouverture au trafic voyageurs entre Nîmes et Pont-Saint-Esprit démarre le 13 novembre 2019 par une réunion au Pont-du-Gard. Cette concertation s'est poursuivie durant un mois dans les dix communes concernées et sur Internet,.
Les dix arrêts envisagés étaient :
- Nîmes
- Marguerittes
- Remoulins - Pont-du-Gard
- Aramon
- Avignon-Centre
- Villeneuve-lès-Avignon
- Roquemaure
- Laudun-l'Ardoise
- Bagnols-sur-Cèze
- Pont-Saint-Esprit

Le 11 juillet 2022, un train test a circulé entre Avignon et Pont-Saint-Esprit en présence d'élus locaux et de la présidente de la région Occitanie,. Un train inaugural a circulé le 28 août 2022 entre les gares de Nîmes et Pont-Saint-Esprit avec, à son bord, notamment, la présidente de la région Occitanie Carole Delga. La réouverture de la gare aux voyageurs a lieu le 29 août 2022,,,.

## Embranchements
Trois courtes lignes, reliant les rives gauche et droite du Rhône, connectent la ligne de Givors-Canal à Grezan et celle de Paris-Lyon à Marseille-Saint-Charles.

### Raccordement de Peyraud à Saint-Rambert-d'Albon
Ouvert le 28 octobre 1869 avec la section d'Annonay à Saint-Rambert-d'Albon de la ligne de Firminy à Saint-Rambert-d'Albon, ce raccordement en « H » permet de relier les deux rives du Rhône grâce à un pont enjambant les deux branches du Rhône contournant l'île de la Platière.
Ce raccordement constitue aujourd'hui la seule section de la ligne de Firminy à Saint-Rambert-d'Albon appartenant encore au réseau ferré national,.

### Ligne de Livron à La Voulte
Comme la section de La Voulte au Pouzin, cet embranchement date de 1862 et faisait originellement partie de la ligne de Livron à Privas,. Il est électrifié depuis 1978,.
Le viaduc sur le Rhône, en fonte, édifié en 1861, s'était dégradé et ne permettait pas d'utiliser de locomotives lourdes et puissantes, il a été consolidé en 1922-1924 à l'aide de béton mais détruit par un bombardement en 1944. Le pont actuel a été terminé en 1955, il s'agit d'un ouvrage en béton précontraint, qui était alors le plus long au monde à requérir à ce type d'architecture.

### Ligne de Villeneuve-lès-Avignon à Avignon
Cette courte ligne est à l'inverse plus récente puisqu'elle n'a été réalisée qu'en 1905, afin de disposer d'une traversée du fleuve entre La Voulte et Beaucaire. Villeneuve-les-Avignon ne disposait en effet que de la route pour se connecter à la cité papale. Le pont métallique, à double voie, a été construit de 1901 à 1904 et dynamité par les Allemands en 1944 après plusieurs bombardements alliés. Il a été réparé en conservant des tabliers d'origine,.

## Trafic
La ligne emprunte la rive droite de la vallée de Rhône et son tracé suit la RN 86 de Loire-sur-Rhône à Bagnols-sur-Cèze (180 km). Le trafic voyageur est local sur cette ligne, concurrencé par la ligne Lyon - Marseille desservant des grandes villes et située sur la rive gauche. Cette ligne sert alors à acheminer le trafic fret de la vallée du Rhône et occasionnellement d'itinéraire de déroutement pour le trafic voyageur de la ligne impériale entre Lyon et Marseille,. En 2023, entre 25 et 30 convois en moyenne ont circulé selon les sections.
La ligne fut fermée au trafic voyageur entre 6 août 1973 et le 28 août 2022 inclus,,,,. Seuls quelques Intercités de nuit circulant entre la gare de Paris Austerlitz et de Nice empruntaient la ligne sans arrêt. Le 29 août 2022, la ligne a rouvert au trafic voyageurs entre les gares de Pont Saint-Esprit et de Nîmes-Centre. Le service est assuré par des trains TER Occitanie qui assurent à la réouverture six allers-retours en semaine et cinq le week-end entre les gares de Pont Saint-Esprit, Bagnols-sur-Cèze, Avignon-Centre, dont deux allers-retours prolongés à Nîmes-Centre,,.

## Projets
La réouverture de l'ensemble des gares entre Nîmes et Pont-Saint-Esprit a été annoncée pour décembre 2025 en mars 2023, notamment pour la gare de Roquemaure - Tavel. Annoncée pour 2026, la réouverture a été annoncée repoussée vers 2027 voire 2028 en juin 2024. Ces délais sont justifiés par la demande d'une étude environnementale par l'État, qui devrait être rendue en 2026 avant des travaux qui pourraient être planifiés pour les deux années suivantes,.
Il est également prévu de refaire circuler des trains de voyageurs jusqu'à Romans-sur-Isère via Le Teil et Valence-Ville. Dans un premier temps, le trafic voyageurs devait être prolongé en gare du Teil pour 2024,. La date de 2026 était initialement annoncée pour le prolongement jusqu'à Romans-sur-Isère, les travaux pourraient ne commencer qu'après 2026 en raison de la demande d'une étude d'impact environnementale par l'autorité environnementale. Cependant, l'État et la région Auvergne-Rhône-Alpes n'arrivent pas à se mettre d'accord sur les modalités de financement de l'étude et Frédéric Aguilera, vice-président aux transports de la région, a annoncé la suspension du projet,.

## Desserte
La ligne de Givors-Canal à Grezan dessert les villes de :
- Givors
- Condrieu
- Serrières
- Tournon-sur-Rhône
- Saint-Péray
- La Voulte-sur-Rhône
- Le Teil
- Bourg-Saint-Andéol
- Pont-Saint-Esprit
- Bagnols-sur-Cèze
- Villeneuve-lès-Avignon
- Remoulins
- Nîmes

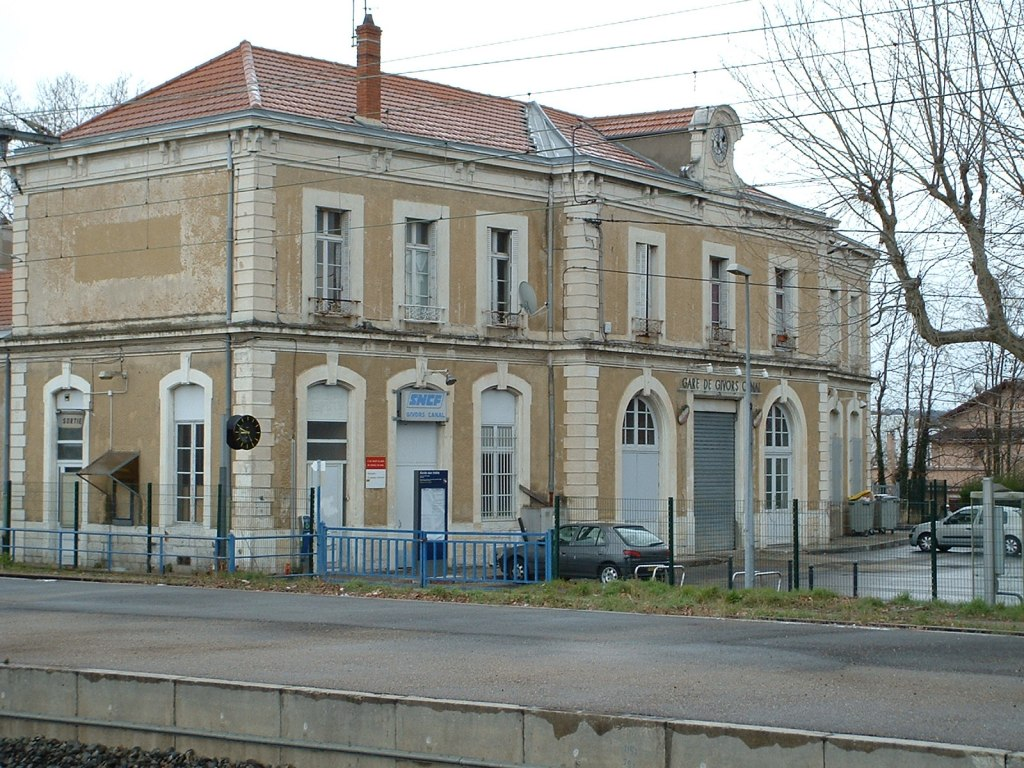
Gare de Givors-Canal.
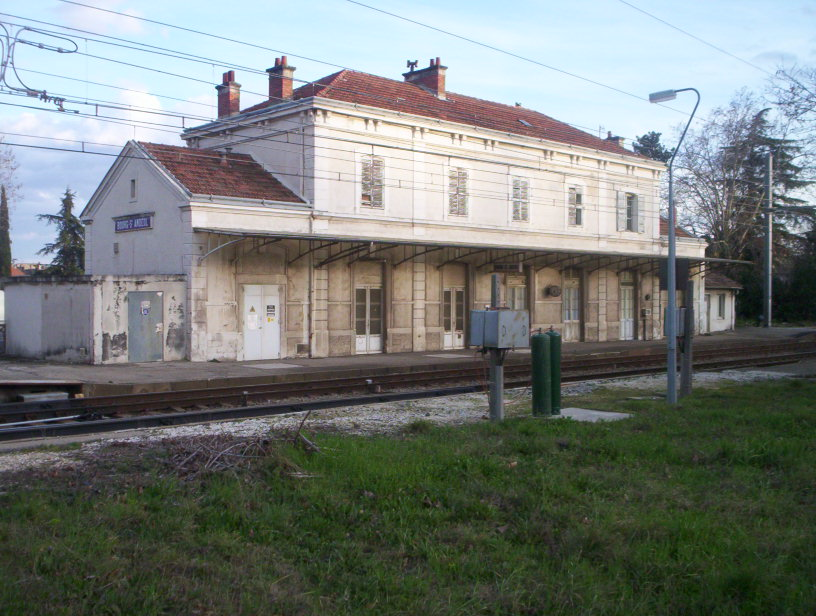
Ancienne gare de Bourg-Saint-Andéol.
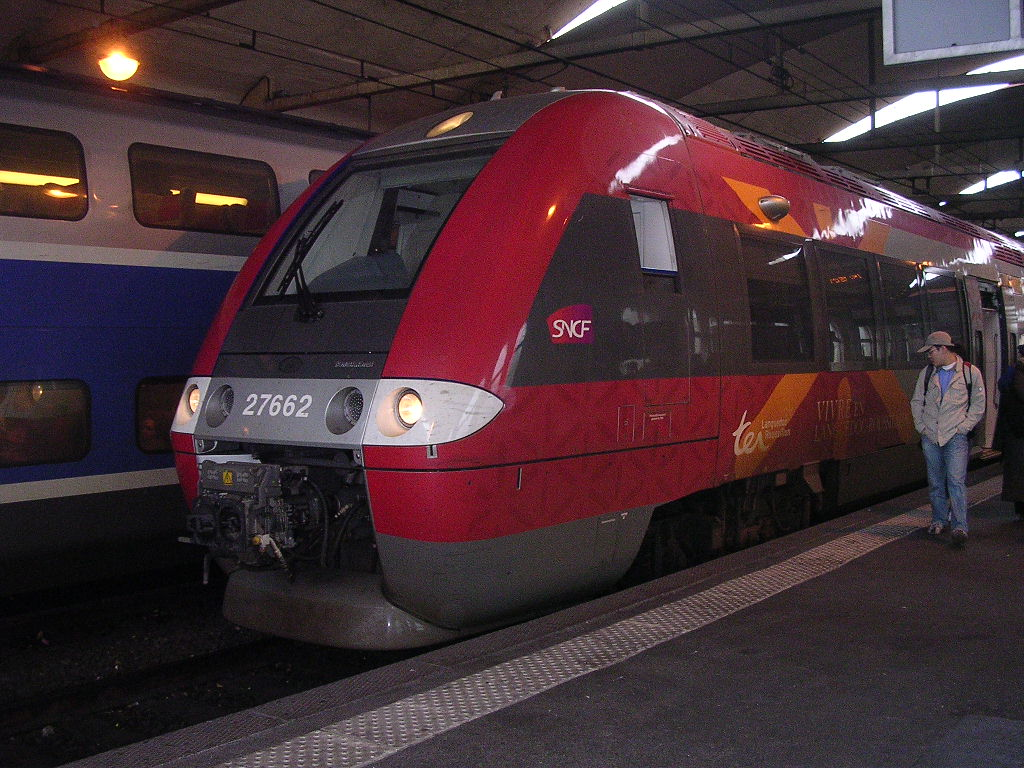
TGV et TER gare de Nîmes.
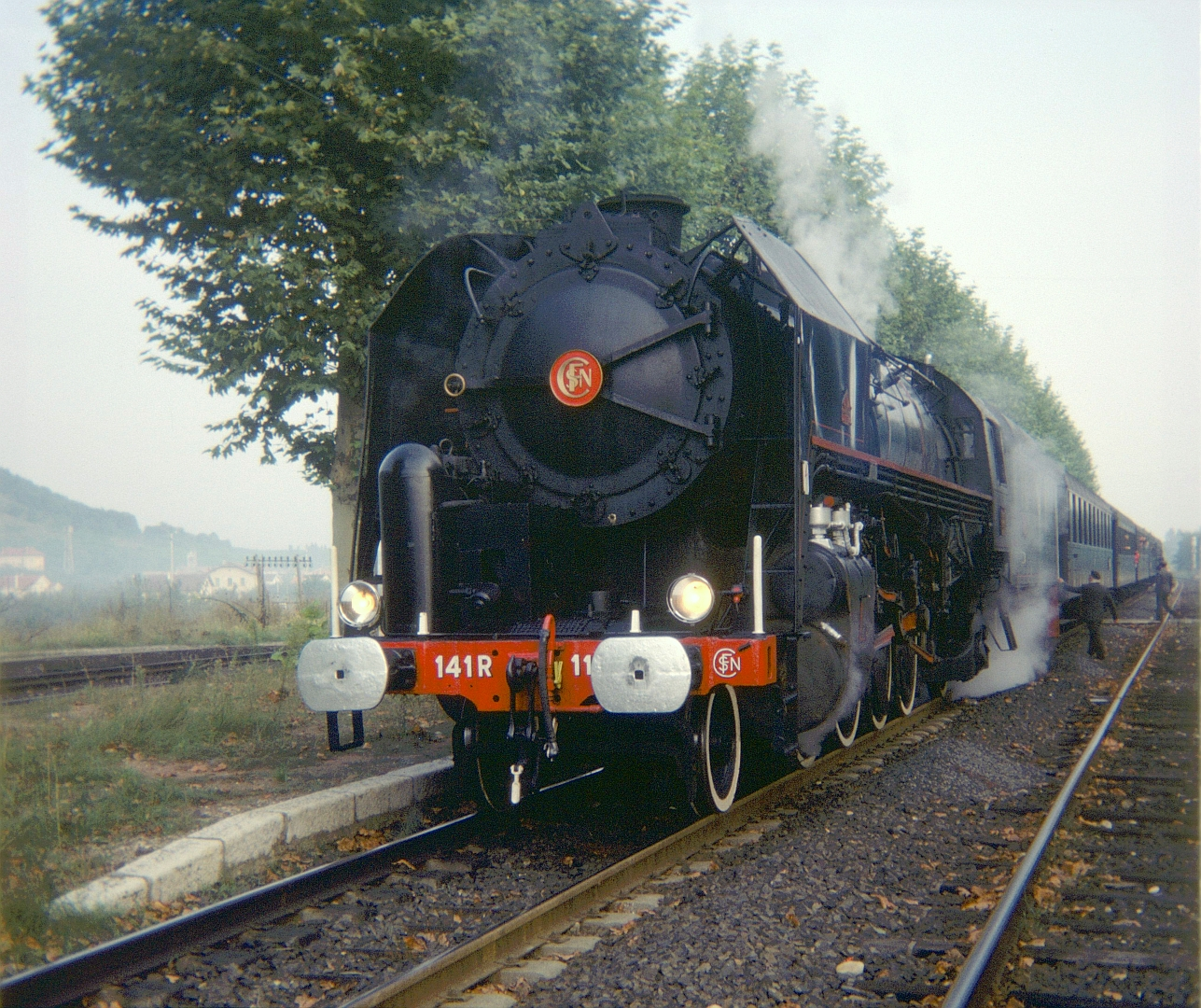
Un train à vapeur en gare de Peyraud avant l'électrification.
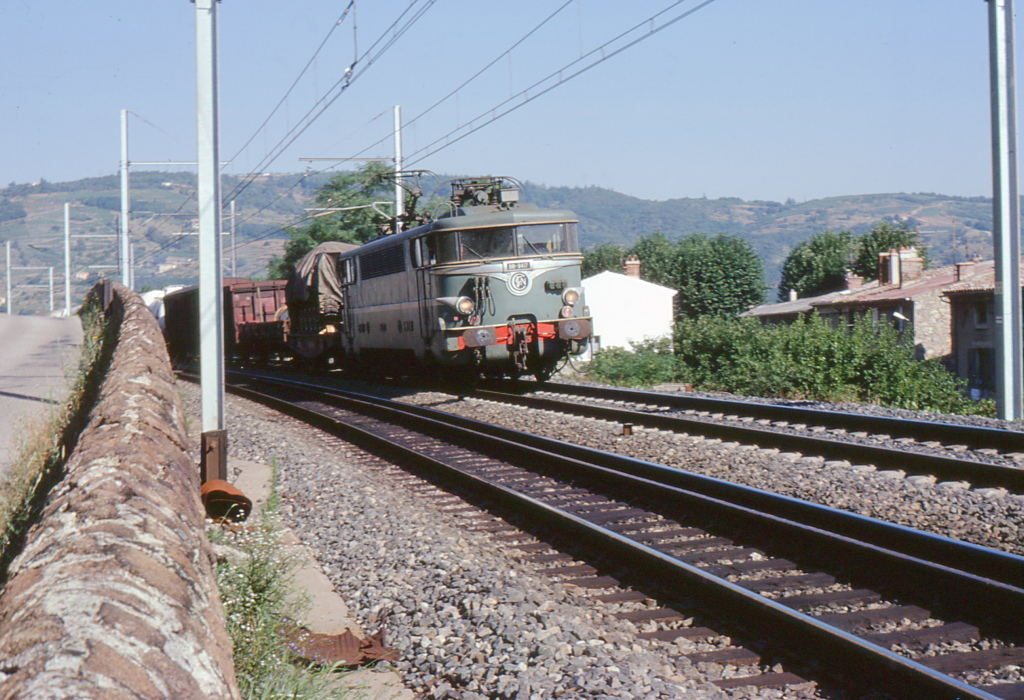
La ligne avec sa voie à trois files de rails près de Tournon.

## Curiosités

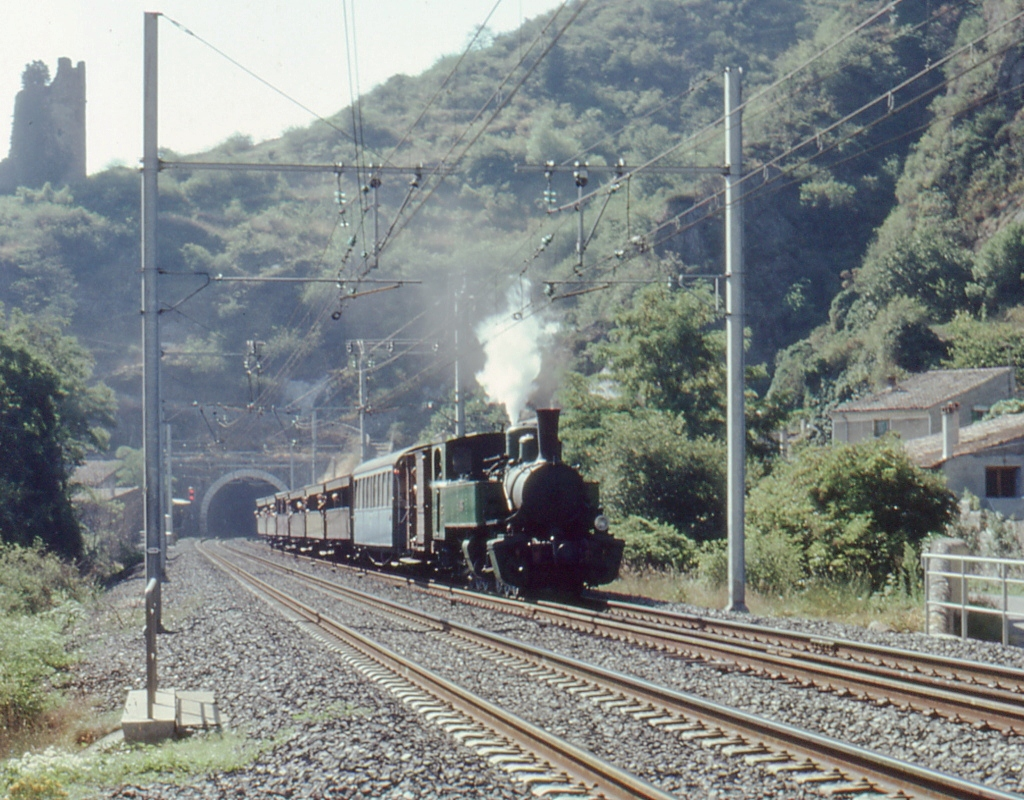
Au départ de Tournon, le Mastrou empruntant la voie à double écartement.

- Jusqu'en 2008, sur un peu plus de 2 kilomètres au nord de Tournon, la ligne partageait sa plateforme avec celle du chemin de fer du Vivarais (Tournon – Lamastre). Cette dernière étant à voie étroite (écartement d'un mètre), un simple troisième rail avait été posé sur la voie paire de la ligne principale pour permettre la circulation du « Mastrou ». Toutefois, le départ de celui-ci a été déplacé à Saint-Jean-de-Muzols.
- Lors de la construction de la jonction entre Livron et La Voulte, l'angle aigu entre l'axe du pont sur le Rhône et la rive rendait problématique l'établissement d'un raccordement direct vers le sud. Une voie fut tracée, passant en tunnel (courbe) sous la colline juste après le Rhône et la gare de la Voulte avant de ressortir plus au sud. Lorsque la ligne fut prolongée vers Givors, en longeant le Rhône, le PLM n'eut d'autre choix que d'éviter ce tunnel en courbe et de croiser, à niveau et à angle droit, le raccord vers Givors au droit de la gare de la Voulte[59]. Lors de l'électrification en 1978, un raccordement direct fut établi, et le tunnel abandonné[60].